# Carcelia nigrapex
Carcelia nigrapex là một loài ruồi trong họ Tachinidae.